# Barbara Claßen
Barbara Claßen (* 23. November 1957 in Grenzach-Wyhlen; † 13. Juni 1990 ebenda) war eine deutsche Judoka.

## Leben und Ehrungen
Die Sportlerin aus Grenzach-Wyhlen wurde 1982 in Paris in der Gewichtsklasse bis 72 kg die erste deutsche Weltmeisterin für den Deutschen Judo-Bund.
Claßen wurde vom ehemaligen Bundespräsidenten Karl Carstens als erste weibliche Judoka mit dem Silbernen Lorbeerblatt ausgezeichnet.
Im Jahre 1990 beging Barbara Claßen Suizid. In ihrer Judobiografie setzte sie sich sehr kritisch mit sich und ihrer Umgebung auseinander. So ging sie vor allem mit den Funktionären kritisch ins Gericht. Sie war von 1976 bis 1989 in der Nationalmannschaft des DJB aktiv.

## Erfolge als aktive Judoka
Im Folgenden finden sich chronologisch die größten nationalen und internationalen Erfolge von Barbara Claßen:
- 21. Mai 1977 – Deutsche Meisterin über 68 kg in Neumünster
- 2. Oktober 1977 – 3. Platz Europameisterschaft bis 72 kg in Arlon
- 12. November 1978 – Europameisterin bis 72 kg in Köln
- 5. April 1979 – 3. Platz Europameisterschaft bis 72 in Kerkrade
- 6. April 1979 – Europameisterin – offene Klasse in Kerkrade
- 10. November 1979 – Deutsche Meisterin bis 72 kg in Bad Säckingen
- 16. März 1980 – 3. Platz Europameisterschaft bis 72 kg in Udine
- 16. März 1980 – Europameisterin – offene Klasse in Udine
- 29. November 1980 – Vize-Weltmeisterin bis 72 kg, in New York City[8]
- 30. November 1980 – 3. Platz Weltmeisterschaft – offene Klasse in New York City[8]
- 29. März 1981 – Vize-Europameisterin bis 72 kg in Madrid
- 29. März 1981 – Europameisterin – offene Klasse in Madrid
- 21. November 1981 – Deutsche Meisterin bis 72 kg in Waltrop
- 13. März 1982 – Vize-Europameisterin bis 72 kg in Oslo
- 13. März 1982 – 3. Platz Europameisterschaft – offene Klasse in Oslo
- 6. November 1982 – Deutsche Meisterin bis 72 kg in Nienhagen
- 4. Dezember 1982 – Weltmeisterin bis 72 kg in Paris
- 5. Mai 1983 – 3. Platz Europameisterschaft bis 72 kg in Genua
- 5. Mai 1983 – 3. Platz Europameisterschaft – offene Klasse in Genua
- 18. März 1984 – Europameisterin bis 72 kg in Pirmasens
- 2. Juni 1984 – Deutsche Meisterin bis 72 kg in Langenfeld
- 10. November 1984 – Vize-Weltmeisterin bis 72 kg in Wien
- 16. März 1985 – Vize-Europameisterin bis 72 kg in Landskrona
- 18. Mai 1985 – Deutsche Meisterin bis 72 kg in Berlin
- 15. März 1986 – Vize-Europameisterin bis 72 kg in London
- 24. Oktober 1986 – 3. Platz Weltmeisterschaft in Maastricht
- 18. Januar 1987 – Deutsche Meisterin bis 72 kg in Hannover
- 19. November 1987 – 3. Platz Weltmeisterschaft bis 72 in Essen
- 30. September 1988 – 3. Platz Olympische Spiele Seoul (Demo-Wettbewerb)